# Parafia wojskowa Matki Bożej Częstochowskiej w Gdyni
Parafia Wojskowa Marynarki Wojennej RP pw. Matki Bożej Częstochowskiej w Gdyni – rzymskokatolicka parafia wojskowa usytuowana w gdyńskiej dzielnicy Oksywie przy ulicy Śmidowicza. Od października 1991 tworzy i znajduje się w dekanacie Marynarki Wojennej w Ordynariacie Polowym Wojska Polskiego. Kościół parafialny prowadzony jest przez księży kapelanów.
Decyzją biskupa polowego Wojska Polskiego – Sławoja Leszka Głódzia, z dnia 1 X 1991 kościół parafialny został ustanowiony siedzibą dekanatu Marynarki Wojennej, a jej proboszczowie dziekanami.

## Proboszczowie i (od 1991) dziekani
- 1929–1933: ks. ppłk Jerzy Szacki[4]
  - administrator parafii
- 1934–1939: bł. ks. kmdr ppor. Władysław Miegoń
  - administrator parafii (1926–1929)
- 1991–1997: ks. kmdr prał. dr Marian Próchniak[5]
- 1997–2016: ks. kmdr prał. mgr Bogusław Wrona[6]
- od 9 II 2016: ks. kmdr mgr Zbigniew Rećko[7][8][9]